# Sematophyllum subscabrum
Sematophyllum subscabrum är en bladmossart som beskrevs av Mitten 1869. Sematophyllum subscabrum ingår i släktet Sematophyllum och familjen Sematophyllaceae. Inga underarter finns listade i Catalogue of Life.